# Jorhat Airport
Jorhat Airport är en flygplats i Indien.   Den ligger i distriktet Jorhat och delstaten Assam, i den östra delen av landet, 1 700 km öster om huvudstaden New Delhi. Jorhat Airport ligger 94 meter över havet.
Terrängen runt Jorhat Airport är mycket platt. Runt Jorhat Airport är det tätbefolkat, med 442 invånare per kvadratkilometer. Närmaste större samhälle är Jorhāt, 4,0 km nordost om Jorhat Airport. Omgivningarna runt Jorhat Airport är en mosaik av jordbruksmark och naturlig växtlighet.